# Nochize
Nochize és un municipi francès, situat al departament de Saona i Loira i a la regió de Borgonya - Franc Comtat. L'any 2007 tenia 101 habitants.

## Demografia

### Població
El 2007 la població de fet de Nochize era de 101 persones. Hi havia 33 famílies, de les quals 4 eren unipersonals (4 dones vivint soles i 4 dones vivint soles), 17 parelles sense fills i 12 parelles amb fills.
La població ha evolucionat segons el següent gràfic:
Habitants censats

### Habitatges
El 2007 hi havia 43 habitatges, 37 eren l'habitatge principal de la família, 3 eren segones residències i 3 estaven desocupats. Tots els 42 habitatges eren cases. Dels 37 habitatges principals, 27 estaven ocupats pels seus propietaris, 6 estaven llogats i ocupats pels llogaters i 3 estaven cedits a títol gratuït; 3 tenien tres cambres, 8 en tenien quatre i 25 en tenien cinc o més. 26 habitatges disposaven pel capbaix d'una plaça de pàrquing. A 13 habitatges hi havia un automòbil i a 23 n'hi havia dos o més.

### Piràmide de població
La piràmide de població per edats i sexe el 2009 era:
| Homes | Edats   | Dones |
| ----- | ------- | ----- |
| 0     | 95 o +  | 0     |
| 1     | 90 a 94 | 0     |
| 1     | 85 a 89 | 2     |
| 0     | 80 a 84 | 0     |
| 1     | 75 a 79 | 3     |
| 1     | 70 a 74 | 1     |
| 1     | 65 a 69 | 1     |
| 2     | 60 a 64 | 3     |
| 5     | 55 a 59 | 4     |
| 3     | 50 a 54 | 4     |
| 4     | 45 a 49 | 3     |
| 3     | 40 a 44 | 4     |
| 1     | 35 a 39 | 3     |
| 6     | 30 a 34 | 1     |
| 2     | 25 a 29 | 4     |
| 6     | 20 a 24 | 3     |
| 1     | 15 a 19 | 2     |
| 0     | 10 a 14 | 3     |
| 2     | 5 a 9   | 1     |
| 1     | 0 a 4   | 1     |

## Economia
El 2007 la població en edat de treballar era de 64 persones, 42 eren actives i 22 eren inactives. De les 42 persones actives 41 estaven ocupades (22 homes i 19 dones) i 1 aturada (1 home). De les 22 persones inactives 10 estaven jubilades, 3 estaven estudiant i 9 estaven classificades com a «altres inactius».
Activitats econòmiques
Dels 3  establiments que hi havia el 2007, 1 era d'una empresa de construcció, 1 d'una empresa de transport i 1 d'una empresa classificada com a «altres activitats de serveis».
L'únic servei als particulars que hi havia el 2009 era una fusteria.
L'any 2000 a Nochize hi havia 8 explotacions agrícoles que ocupaven un total de 485 hectàrees.

## Poblacions més properes
El següent diagrama mostra les poblacions més properes.